# فلادو ماليسكي
فلادو ماليسكي (بالإنجليزية: Vlado Maleski)‏‏ (5 سبتمبر 1919 في ستروغا - 23 سبتمبر 1984 في ستروغا) دبلوماسي، وسياسي، وكاتب من يوغوسلافيا. ألف النشيد الوطني المقدوني (دينس ناد مكدونيا).